# Term Life
Term Life es una película de drama y acción estadounidense de 2016 basada en la novela gráfica del mismo nombre. Está dirigida por Peter Billingsley a partir de un guion de A.J. Liberman. La película está protagonizada por Vince Vaughn —quien también produjo el filme—, Hailee Steinfeld y Bill Paxton. Tuvo un estreno limitado y bajo demanda el 29 de abril de 2016, a través de Focus World.

## Trama
Nick Barrow planea y vende atracos al mejor postor, pero cuando uno de sus clientes es asesinado después de un trabajo, pero se ve obligado a huir. El cliente se trata de Alejandro, hijo de Victor Vasquez, el poderoso líder de una banda criminal mexicana, que moviliza a todos sus hombres para capturar a Nick y a su hija, Cate. Nick ha sido un padre ausente y Cate ha tenido que valerse por sí misma porque su madre, Lucy, es alcohólica. Nick está tratando de conectar los puntos y descubrir quién lo traicionó. Perseguido por asesinos a sueldo y policías corruptos, contrata una póliza de seguro de vida para dejarle algo a su hija. Con la ayuda de un amigo, Harper, obtiene información privilegiada y llega a la conclusión de que fue un oficial encubierto, el Capitán Keenan, quien quería matar a Nick.
Mientras tanto, Nick y Cate fortalecen su relación padre-hija. Keenan ahora necesita limpiar a un miembro de su equipo que lo está delatando a Asuntos Internos. Mata al detective Matty y a una prostituta, y señala a Nick como el autor del asesinato.
Nick instruye a Cate sobre cómo separarse y sobrevivir. Mientras tanto, Nick es arrestado por el sheriff local que responde a una orden de búsqueda y los criminales mexicanos —haciéndose pasar por policías— lo sacan de la cárcel para matarlo. El sheriff descubre que no se trata de policías, persigue a los criminales e intercambian disparos. Los mexicanos logran eliminar al sheriff. Después de que Cate llega a tiempo para rescatar a Nick, discuten y Cate abandona a Nick al costado de la carretera. Keenan secuestra a Cate y la usa como cebo para intentar atrapar a Nick y, en el tiroteo, Nick y Cate escapan. 
Aunque Nick no está dispuesto a escuchar el plan de Cate, ella lo lleva a cabo de todas formas y logra eliminar a Keenan y probar la inocencia de Nick. Nick y Cate eligen vivir juntos y vincularse como padre e hija.

## Reparto
- Vince Vaughn como Nick Barrow
- Hailee Steinfeld como Cate Barrow
- Bill Paxton como Detective Joe Keenan
- Jonathan Banks como Harper
- Mike Epps como Detective Darryl Mosley
- Jordi Mollà como Victor Vasquez
- Shea Whigham como Detective Matty Miller
- Jon Favreau como Jimmy Lincoln
- William Levy como Alejandro Vasquez
- Taraji P. Henson como Samantha Thurman
- Annabeth Gish como Lucy Barrow
- Terrence Howard como Sheriff Braydon
- Rio Hackford como Agente Dean
- Cain Velasquez como Marco
- Manuel García Rulfo como Pedro
- Brent Briscoe como Oficial Murphy
- Brian F. Durkin como Detective John Stasio
- Daniel Bernhardt como Detective Rick DiNardi
- Julia Butters como Cate a los 7 años de edad
- Ava Acres como Cate a los 12 años de edad

## Producción
La producción se detuvo abruptamente cuando Universal Pictures decidió cancelar la película en octubre de 2013, un mes después de seleccionar a Hailee Steinfeld como coprotagonista. El proyecto se retomó un mes después por QED International y PalmStar Entertainment, que cofinanciaron y produjeron la película con Universal a cargo de la distribución en Estados Unidos. El rodaje comenzó el 1 de marzo de 2014, con una convocatoria de casting realizada en Grantville, Georgia, y concluyó el 22 de abril de 2014.

## Estreno
En un principio, Universal Pictures iba a distribuir la película, sin embargo, Focus World terminó obteniendo los derechos de distribución. Originalmente se planeaba estrenar el filme el 1 de marzo de 2016, a través de video bajo demanda, antes de un estreno limitado en los cines el 8 de abril de 2016. Sin embargo, se retrasó hasta el 29 de abril de 2016, y tuvo un estreno limitado y bajo demanda.

## Recepción
La película recibió una puntuación del 0 % en Rotten Tomatoes según 7 reseñas.
Noel Murray, de Los Angeles Times, escribió: «La trama de Term Life está claramente trazada y tiene un ritmo tenso, pero nunca es tan divertida como debería ser».